# Florencio Molina Campos

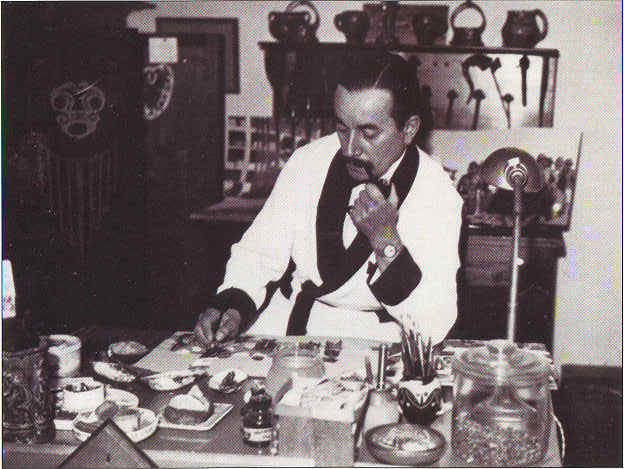
Florencio Molina Campos

Florencio Molina Campos (* 21. August 1891 in Buenos Aires; † 16. November 1959 ebenda) war ein argentinischer Illustrator und Maler, der durch seine Darstellungen der Pampa bekannt war. Seine Werke zeigen humorvoll dargestellte Szenen aus dem Leben der Gauchos.

## Leben
Florencio Molina Campos wurde in Buenos Aires als Sohn von Florencio Molina Salas und Josefina del Corazón de Jesús Campos y Campos geboren. Am 31. Juli 1920 heiratete er María Hortensia Palacios Avellaneda, die Ehe wurde jedoch geschieden. Später lernte er María Elvira Ponce Aguirre kennen, mit der er viele Jahre zusammenlebte, da eine erneute Heirat damals in Argentinien für Geschiedene nicht möglich war. Am 9. März 1956 heirateten die beiden schließlich standesamtlich.
Seine erste Ausstellung hatte Molina Campos 1926 in der Sociedad Rural Argentina. Nach der Ausstellung wurde er von Marcelo Torcuato de Alvear, dem damaligen argentinischen Präsidenten, zum Kunstlehrer am Colegio Nacional de Avellaneda ernannt.
1930 beauftragte ihn die Schuhfabrik Alpargatas mit zwölf Zeichnungen für den Firmenkalender. Diese wurden so populär, dass Molina Campos die darauffolgenden zwölf Jahre für die Erstellung des Kalenders verantwortlich war.
1942 stellte er im San Francisco Museum of Modern Art aus, anschließend wurde die Ausstellung auch in anderen Städten der USA gezeigt. 1956 wurden Molina Campos’ Arbeiten in der Galerie Witcomb in Buenos Aires gezeigt.
In den späten 1940ern bis Mitte der 1950er arbeitete Molina Campos als Kreativberater für seinen langjährigen Freund Walt Disney. Während einer Reise nach Bariloche entwarfen die beiden Charaktere für den Film Bambi, der bis heute einer der berühmtesten amerikanischen Zeichentrickproduktionen ist. Der Beitrag von Molina Campos ist in dem Stil der Tiere und Bäume zu erkennen. Grundlage waren die Fauna und Flora von Nahuel Huapi im südargentinischen Patagonien.
Weitere Ergebnisse der Zusammenarbeit mit Disney waren Drei Caballeros im Sambafieber (1942), Drei Caballeros (1945), Fröhlich, Frei, Spaß dabei (1947) und das Original-Filmplakat von Alice im Wunderland (1951).
In San Antonio de Areco in der Provinz Buenos Aires wurde zu Ehren Molina Campos’ ein Museum eingerichtet.